# Distrito de Chita

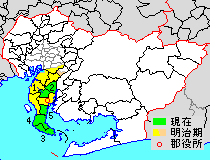
Mapa do Distrito de Chita

Chita (知多郡; -gun) é um distrito localizado em Aichi, Japão.
Em 2003 o distrito tinha uma população estimada de 160310 e uma densidade populacional de 968.93 pessoas por km². A área total é de 165.45 km².

## Cidades e vilarejos
- Agui
- Higashiura
- Mihama
- Minamichita
- Taketoyo